# Elezioni regionali in Sardegna del 1994
Le elezioni regionali in Sardegna del 1994 si sono tenute il 12 e il 26 giugno, contestualmente alle europee e alle amministrative.
L'affluenza al primo turno è stata del 74,3%, al secondo turno del 54,4%.

## Legge elettorale
La nuova legge elettorale, nº16/1992, prevede la presentazione di liste provinciali e regionali, al secondo turno vanno le liste regionali più votate, con l'obiettivo di fornire un'indicazione popolare sul nuovo presidente della regione. I seggi restano comunque distribuiti secondo il sistema proporzionale per obbligo statutario.
Palomba ottenne la maggioranza relativa dei voti ma, non avendo conseguito la maggioranza assoluta dei seggi, divenne presidente in seguito ad un accordo politico in Consiglio Regionale col Patto per l'Italia.

## Risultati
| Candidati                              | Candidati                                               | II turno | II turno | II turno | I turno | I turno | I turno                            | I turno | I turno | I turno |
| Candidati                              | Candidati                                               | Voti     | %        | Seggi    | Voti    | %       | Liste                              | Voti    | %       | Seggi   |
| -------------------------------------- | ------------------------------------------------------- | -------- | -------- | -------- | ------- | ------- | ---------------------------------- | ------- | ------- | ------- |
|                                        | Federico Palomba (Progressisti Sardi) Eletto presidente | 289.718  | 42,70    | 8        | 259.485 | 29,82   | Partito Democratico della Sinistra | 168.062 | 18,13   | 13      |
| Partito della Rifondazione Comunista   | Federico Palomba (Progressisti Sardi) Eletto presidente | 289.718  | 42,70    | 8        | 259.485 | 29,82   | 55.156                             | 5,95    | 4       |         |
| Lista Sardegna-Federazione Democratica | Federico Palomba (Progressisti Sardi) Eletto presidente | 289.718  | 42,70    | 8        | 259.485 | 29,82   | 48.404                             | 5,22    | 4       |         |
| Alleanza Democratica - Verdi           | Federico Palomba (Progressisti Sardi) Eletto presidente | 289.718  | 42,70    | 8        | 259.485 | 29,82   | 26.969                             | 2,91    | -       |         |
|                                        | Ovidio Marras (Forza Sardegna)                          | 248.145  | 36,68    | 6        | 265.131 | 30,46   | Forza Italia                       | 194.665 | 21,01   | 14      |
| Alleanza Nazionale                     | Ovidio Marras (Forza Sardegna)                          | 248.145  | 36,68    | 6        | 265.131 | 30,46   | 102.594                            | 11,07   | 8       |         |
| Centro Cristiano Democratico           | Ovidio Marras (Forza Sardegna)                          | 248.145  | 36,68    | 6        | 265.131 | 30,46   | 14.240                             | 1,54    | -       |         |
|                                        | Gian Mario Selis                                        | 140.588  | 20,72    | 2        | 133.286 | 15,31   | Partito Popolare Italiano          | 149.725 | 16,16   | 11      |
| Partito Repubblicano Italiano          | Gian Mario Selis                                        | 140.588  | 20,72    | 2        | 133.286 | 15,31   | 8.467                              | 0,91    | -       |         |
|                                        | Massimo Fantola                                         | -        | -        | -        | 129.761 | 14,91   | Patto Segni                        | 85.721  | 9,25    | 6       |
|                                        | Pasqualina Crobu                                        | -        | -        | -        | 59.277  | 6,81    | Partito Sardo d'Azione             | 47.000  | 5,07    | 4       |
|                                        | Gianfranco Pintore                                      | -        | -        | -        | 23.368  | 2,69    | Sardigna Natzione                  | 10.984  | 1,19    | -       |
| Movimento Autonomo Sardo               | Gianfranco Pintore                                      | -        | -        | -        | 23.368  | 2,69    | 8.106                              | 0,87    | -       |         |
| Sardegna in Europa                     | Gianfranco Pintore                                      | -        | -        | -        | 23.368  | 2,69    | 3.526                              | 0,38    | -       |         |
| Lega Sarda                             | Gianfranco Pintore                                      | -        | -        | -        | 23.368  | 2,69    | 2.041                              | 0,22    | -       |         |
| Lega Sardegna                          | Gianfranco Pintore                                      | -        | -        | -        | 23.368  | 2,69    | 1.092                              | 0,12    | -       |         |
| Totale                                 | Totale                                                  | 678.451  | 100      | 16       | 870.308 | 100     |                                    | 926.752 | 100     | 64      |